# لاریسا گریگا
لاریسا گریگا (اوکراینی: Лариса Валеріївна Грига؛ زادهٔ ۳۱ مهٔ ۱۹۸۴) بدمینتون‌باز اهل اوکراین است.

## حرفه
وی همچنین یکی از بدمینتون‌بازان بازی‌های المپیک تابستانی ۲۰۰۸ و ۲۰۱۲ بوده‌است.